# Superstar (film, 2004)
Superstar (v originále Podium) je francouzsko-belgický hraný film z roku 2004, který režíroval Yann Moix podle vlastního románu. Snímek měl světovou premiéru dne 11. února 2004.

## Děj
Bernard Frédéric je sice bankéř, ale jeho snem je stát se dvojníkem zpěváka Clauda Françoise. Už ale nezpívá, má práci a rodinu. Jednoho dne ho ale kontaktuje Michel Polnar, aby vystoupil v soutěži k velkému zděšení jeho manželky Véry.

## Obsazení
| Benoît Poelvoorde          | Bernard Frédéric                             |
| Jean-Paul Rouve            | Jean-Baptiste Coussaud alias Michel Polnar G |
| Julie Depardieu            | Véro                                         |
| Marie Guillard             | Vanessa                                      |
| Anne Marivin               | Anne                                         |
| Odile Vuillemin            | Odile                                        |
| Nadège Beausson-Diagne     | Nadège                                       |
| Nicolas Jouxtel            | Sébastien                                    |
| Olivier Mag                | Claude David                                 |
| Dominique Besnehard        | doktor Dandieu                               |
| Mia Frye                   | dívka                                        |
| Cartouche                  | Cheb Cloclo                                  |
| Armelle                    | Laure                                        |
| Karine Lyachenko           | Jacqueline                                   |
| Bruno Abraham-Kremer       | pan Lombard                                  |
| Jean-Luc Porraz            | Renato, majitel pizzerie                     |
| Dominique Collignon-Maurin | muž v pizzerii                               |
| Évelyne Thomas             | sebe samu                                    |
| Jérôme Bertin              | novinář                                      |
| Henri Giraud               | dvojník Coluche                              |

## Ocenění
- Cena Josepha-Plateaua pro nejlepšího belgického herce (Benoît Poelvoorde)
- César: nominace v kategoriích nejlepší herec (Benoît Poelvoorde), nejlepší kostýmy (Catherine Bouchard), nejlepší filmový debut (Yann Moix), nejlepší herec ve vedlejší roli (Jean-Paul Rouve), nejlepší herečka ve vedlejší roli (Julie Depardieu)